# Selección de bádminton de Perú
La selección de bádminton del Perú es el equipo formado por jugadores de nacionalidad peruana que representa a la Federación Peruana de Bádminton en las competiciones oficiales organizadas por la Confederación Panamericana de Bádminton (PABC) y la Federación Mundial de Bádminton (BWF).
En la actualidad, sus principales figuras en la categoría adulta son Inés Castillo, José Guevara, Diego Mini, Paula La Torre, Fernanda Saponara, Adriano Viale. Además, el bádminton peruano es considerado potencia continental.
En los Juegos Panamericanos de Santiago 2023 la selección peruana cosechó una medalla de bronce en al modalidad de Mixtos conseguido por José Guevara con Inés Castillo.
En los Juegos Bolivarianos de Valledupar 2022, todas las finales del torneo (individuales masculino y femenino y dobles masculino, femenino, dobles mixto y por Equipos) la multimedallera de toda la delgación peruana Inés Castillo, logrando 4 medallas de Oro (sinles damas, dobels damas, dobles mixtos y por equipos) máximo galardón posible para una jugadora de badminton y fue la mujer multimedallista con más medallas de Oro de los Juegos Bolivarianos Valledupar 2022. 
En los Juegos Sudamericanos de Asunción 2022 el equipo peruano logró 10 medallas siendo 2 de plata y 8 de bronce.
En los Juegos Sudamericanos de la Juventud de Rosario 2022 el equipo peruano logró 8 medallas siendo 3 de oro, 4 de plata y 1 de bronce.

## Participación en Campeonatos Mundiales y Continentales
| Copa Sudirman - Sudirman Cup 1993 - 36. - Sudirman Cup 1995 - 37. - Sudirman Cup 1997 - 36. - Sudirman Cup 1999 - 34. - Sudirman Cup 2001 - 37. - Sudirman Cup 2003 - 35. - Sudirman Cup 2005 - 32. - Sudirman Cup 2007 - 38. - Sudirman Cup 2011 - 20. | Campeonato Panamericano - Campeonato Panamericano 1993 - 1. - Campeonato Panamericano 2007 - 3. - Campeonato Panamericano 2007 - 2. - Campeonato Panamericano 2009 - 2. |

## Palmarés

### Selección mayor
- Juegos Suramericanos:
  - Medalla de plata :2022
- Juegos Bolivarianos:
  - Medalla de oro : 2022